# Novo Selo Rok
Novo Selo Rok – wieś w Chorwacji, w żupanii medzimurskiej, w mieście Čakovec. W 2011 roku liczyła 1441 mieszkańców.